# Terenski povoj
Terenski povoj (ali bojni povoj), je nekakšen povoj, ki ga vojaki nosijo za takojšnjo uporabo v primeru (običajno strelnih) ran. Sestavljen je iz velike blazinice vpojne tkanine, pritrjene na sredino traku iz tanke tkanine, ki se uporablja za pritrditev blazinice na svoje mesto. Poljski prelivi se izdajo v zaprtih nepremočljivih vrečkah, da ostanejo čisti in suhi; vrečko lahko po potrebi raztrgate.
V bojih ima vsak vojak po eno poljsko obleko, pripravljeno za takojšnjo uporabo. Običajna doktrina je, da je treba raje uporabljati obleko ponesrečenca kot reševalca - reševalec bo morda moral pomagati drugemu ponesrečencu ali si bo pomagal sam, medtem ko prvotni ponesrečenec ne bo uporabil nobene druge obleke. Zaradi tega je pomembno, da vojaki vedo, kje lahko najdejo terenske prelive svojih tovarišev, pehotne enote pa imajo običajno svoj SOP z navedbo, kam jih je treba odpeljati. V preteklosti izdane uniforme britanske vojske vključeni namenski terenski žepi. Med veliko vojno je bil ta žep v sprednjem levem obodu tunike, z uvedbo Battledress (1937) je bil prestavljen na hlače, sedanja oblačila pa ne. Namesto tega je običajno mesto za poljske prelive levi naramni trak, ki je pritrjen z lepljivim trakom ali pa je v majhni vrečki, ki ni v prodaji, vendar jo lahko kupite pri več civilnih dobaviteljih.
Nekateri bojni medicinski tehniki pri obvladovanju "sesalnih" ran na prsih uporabljajo ovoje s pokrovi. Pri takih ranah delovanje prsnega koša skozi rano sesa zrak v prostor okoli pljuč, namesto da bi sesalo zrak po grlu in v pljuča. Luknja mora biti zaprta, da lahko poškodovanec pravilno diha. Kot začasni ukrep na bojnem polju lahko vodotesni ovoj poljskega preliva položite čez luknjo, tako da je čista notranjost ob rani, in prilepite na mesto. Trak se nanese na stranice in vrh ovoja, tako da spodnji rob ostane prost. Ovitek nato deluje kot preprost zaklopni ventil, ki preprečuje sesanje zraka, hkrati pa omogoča, da se že vstopi ven, ko nezgoda izdihne.